# Romanzo criminale - Il CD
Romanzo criminale - Il CD è un concept album ispirato alla serie televisiva Romanzo criminale - La serie, prodotta da Sky Cinema e Cattleya. L'album è stato pubblicato il 19 ottobre 2010, precedendo la messa in onda della seconda stagione della serie, e vede la partecipazione di vari musicisti della scena rock indipendente italiana.

## Descrizione
Il primo singolo estratto dall'album è Libanese il Re, scritto ed interpretato da Francesco Sarcina de Le Vibrazioni. Tra gli altri artisti che hanno preso parte al progetto vi sono Pierluigi Ferrantini dei Velvet, Roberto Angelini, Marco Cocci dei Malfunk e gli Afterhours che hanno realizzato una versione in lingua inglese del loro brano Ballata per la mia piccola iena. Ogni brano è ispirato e dedicato ad un personaggio della serie televisiva.
L'album è prodotto da Matteo Cifelli e tra i crediti figurano il batterista Gary Wallis, che in passato ha collaborato con Pink Floyd e Genesis, il chitarrista Paul Stacey (Oasis) e Toby Chapman (Spandau Ballet). Il concept album è stato ideato, scritto e prodotto da Dino Bovenga, Lorenzo Ferretti, Daniele Durso, la produzione discografica è di XNote srl con la supervisione di Nicola Bartolini Carrassi distribuito da Emi Music Italy.

## Tracce
1. Francesco Sarcina - Libanese il Re - 4:13
2. Rezophonic - Vita da Dandi - 3:47
3. Pierluigi Ferrantini - Il sangue è Freddo - 4:32
4. Marta sui Tubi - Il Commissario - 3:23
5. Aimée Portioli - Call Me Patrizia - 4:22
6. Roberto Angelini - Spara, Bufalo! - 3:36
7. Marco Cocci - Fiero di Combattere - 3:45
8. Il Genio - Roberta - 3:43
9. The Niro - Nero Il Sole - 3:33
10. Bud Spencer Blues Explosion - Io sono il Terribile - 2:09
11. Calibro 35 - Come un romanzo... (brano strumentale) - 2:34
12. Afterhours - Ballad for My Little Hyena - 4:51